# Hannah Fry
Hannah Fry   (Harlow, 21 de febrer de 1984) és una matemàtica britànica, autora, conferenciant, presentadora de ràdio i televisió, podcaster i professora. És professora a les Matemàtiques de Ciutats al Centre d'UCL per Anàlisi Espacial Avançada. Estudia els patrons de comportament humà, com les relacions interpersonals, les de parella i com les matemàtiques poden aplicar-se a elles. Fry pronuncià les Conferències de Nadal de la Royal Institution el 2019.

## Biografia
Fry és de descendència irlandesa. Va assistir a l'escola Presdales de Ware, Hertfordshire, Anglaterra, on un mestre la va inspirar per estudiar matemàtiques. Es graduà a la Universitat de Londres (UCL). Al 2011, la UCL li atorgà un PhD en dinàmica de fluids.

## Carrera

### Acadèmia
Fry va ser nomenada com a professora a la Universitat de Londres el 2012. Després d'uns quants anys com a professora sènior i després professora associada a l'UCL Centre per l'Anàlisi Espacial Avançat, va ser nomenada Professora de Matemàtiques de les Ciutats el 2021.

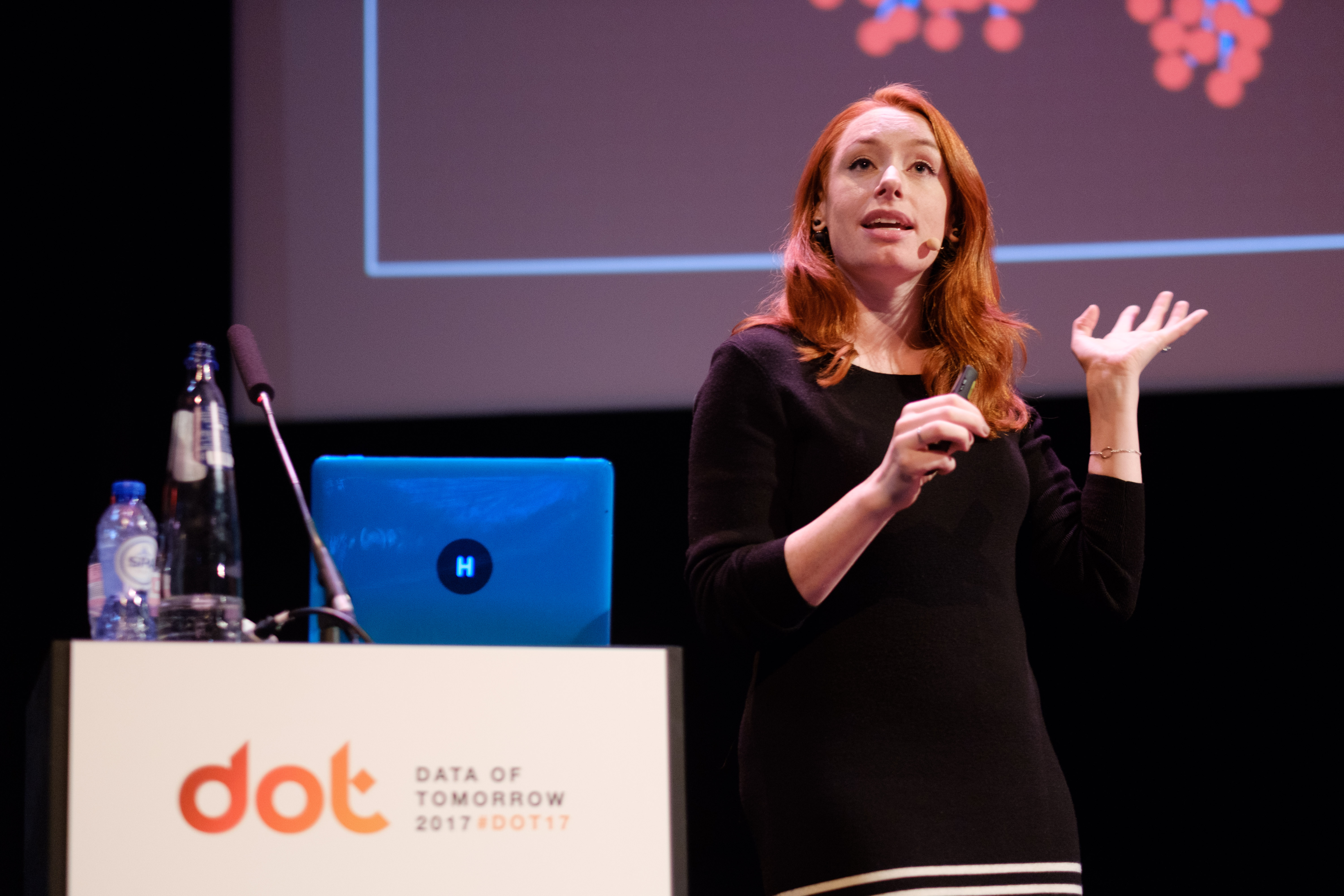
A la conferència Dada de Demà, 2017

### Ràdio, podcasts, i televisió
Fry apareix regularment a la BBC Radio 4 al Regne Unit, en són exemples Computant Gran Bretanya (2015, 12 episodis) i Els Casos Curiosos de Rutherford & Fry (amb Adam Rutherford), que va emetre la seva 17a sèrie el 2020/21.
Fry ha presentat diverses programes televisius de la BBC. El 2015, va presentar una biografia cinematogràfica de la BBC Four d'Ada Lovelace. El 2016, va co-presentar, per al mateix canal, Trainspotting Live amb Peter Snow, una sèrie de tres parts sobre trens i trainspotting. A la sèrie de la BBC Two City in the Sky Fry va estudiar la logística de l'aviació. També va presentar The Joy of Data a BBC Four, que examina la història i l'impacte humà de les dades. Un altre crèdit del 2016 va ser la co-presentació d'un episodi de la sèrie de BBC Two Horizon amb Dr Xand van Tulleken, titulat "Com trobar l'amor en línia". El 2017, Fry va presentar un episodi de Horizon titulat "10 Things You Need to Know About the Future".
El 2018, Fry presentà Contagion! The BBC Four Pandemic, sobre el possible impacte d'una pandèmia de grip, i Magic Numbers, també a BBC Four, que consistia en una sèrie de tres parts que explorava conceptes matemàtics. Va presentar un especial únic de 90 minuts del programa científic de la BBC Tomorrow's World al costat de quatre presentadors de l'execució original del programa: Maggie Philbin, Howard Stableford, Judith Hann i Peter Snow.
El 2019, Fry va presentar un programa de la BBC Four titulat A Day in the Life of Earth que explorava com canvia la Terra en un sol dia i com aquests canvis quotidians són essencials per a l'existència humana. Fry també va presentar conjuntament un episodi d'Horizon titulat "The Honest Supermarket", que cobria una sèrie de temes, incloses les dates de caducitat i el seu impacte en el malbaratament d'aliments, els microplàstics en el subministrament d'aliments i l'impacte que el consum d'aliments té en el medi ambient. Va presentar l'edició de 2019 de les Conferències de Nadal de la Royal Institution, titulada "Secrets i mentides", sobre els números, regles i patrons ocults que controlen la vida quotidiana; les tres conferències es van emetre a la BBC Four.
El 2020, Fry va co-presentar The Great British Intelligence Test Gran i Coronavirus Special - Part 2 amb Michael Mosley a la BBC Two. Ha presentat més programes per la BBC que expliquen les matemàtiques darrere del COVID-19 i pandèmies relacionades.
El 2021, Fry va ser entrevistada a La Vida Científica a la BBC Radio 4.

### TED i YouTube
El 30 de març de 2014, Fry va donar una TED talk a TEDxBinghamtonUniversity titulada "The Mathematics of Love", que a l'agost de 2020 ha atret per damunt de 5.2 milions de visualitzacions. Acabà publicant un llibre sobre el tema – The Mathematics of Love: Patterns, Proofs, and the Search for the Ultimate Equation – en què aplica models estadístics i científics de dades a les cites, el sexe i el matrimoni.
Fry ha aparegut en diversos vídeos per un canal de matemàtiques de YouTube, Numberphile, dirigit per Brady Haran. També va fer una aparició al seu podcast: The Numberphile Podcast.

### Escriptura
Fry ha escrit tres llibres. El primer, The Mathematics of Love: Patterns, Proofs, and the Search for the Ultimate Equation (2015), inclou la "regla del 37%", una forma del problema de secretària segons el qual aproximadament el primer terç de qualsevol soci potencial hauria de ser rebutjat. El segon, The Indisputable Existence of Santa Claus (2016, coescrit amb el matemàtic Thomas Oléron Evans), tracta sobre diversos temes relacionats amb el Nadal i com les matemàtiques hi poden participar, incloent un just Pare Noel secret, la decoració d'arbres de Nadal, guanyar al Monopoly, i comparant el vocabulari del "Queen's Christmas message" amb el de la lletra d'Snoop Dogg. El seu tercer llibre és Hello World: Being Human in the Age of Algorithms (2018) (retitulat i reimprès, al mateix any, com a Hello World: How to be Human in the Age of the Machine), que analitza l'impacte d'algoritmes que afecten vides.
Fry ha intentat bolcar l'estereotip que les matemàtiques son "avorrides" i no val la pena estudiar-les. Malgrat reconeix que l'assignatura és difícil, creu que és possible emmarcar-lo utilitzant històries amb què les persones puguin sentir-se identificades, com el material en els seus llibres.

## Publicacions
- The Mathematics of Love (2015)
- The Indisputable Existence of Santa Claus (2017)
- Hello World: How to be a human in the Age of the Machine (2019)

## Premis i honors
El 2013, Fry va guanyar el premi de la UCL Provost's Public Engager of the Year. El premi reconeix la feina que el personal i els estudiants de la UCL estan fent per reobrir la universitat. Fry va ser nominada per la seva àmplia cartera d'activitats de participació pública.
El 2018, l'Institut de Matemàtiques i les seves aplicacions i la Societat Matemàtica de Londres van anunciar que Fry havia guanyat la medalla Christopher Zeeman d'aquell any "per les seves contribucions a la comprensió pública de les ciències matemàtiques".
El 2020, Fry va guanyar el Premi Asimov, un premi científic i literari organitzat per l'escola de postgrau italiana Gran Sasso Science Institute, pel seu llibre Hello World. El 2020, Fry també va rebre la beca d'honor de l'IET en el 150è aniversari de la institució.

## Vida personal
Fry és casada i té dues filles.